# L'ala della fortuna
L'ala della fortuna (Liebling der Götter) è un film del 1930 diretto da Hanns Schwarz.

## Trama
Albert Winkelmann, un famoso cantante, vive per la carriera senza alcun riguardo per la sua salute. Cosa che provoca la furibonda reazione della moglie Agathe. Ma Winkelmann non se ne cura. Anche quando il suo medico curante lo avvisa che le sue condizioni sono molto critiche, il cantante parte comunque per una tournée nel Sudamerica. Dopo aver avuto quasi un infarto, dovrà tornare a casa. Ma Winkelmann sogna disperatamente un ritorno sul palcoscenico.

## Produzione
Il film fu prodotto dall'Universum Film (UFA). Venne girato a St. Wolfgang, in Austria.

## Distribuzione
Distribuito dall'Universum Film (UFA), uscì nelle sale cinematografiche tedesche il 13 ottobre 1930, presentato in prima a Berlino al Gloria-Palast.